# Onițcani
Onițcani è un comune della Moldavia situato nel distretto di Criuleni di 2 089 abitanti al censimento del 2004.
È attraversato dalla strada statale E577 e dal fiume Nistru. La vicinanza a quest'ultimo (distante 1 km dal centro) aveva permesso la costruzione e lo sviluppo di un centro estivo immerso nel verde di una piccola foresta: nel corso degli anni, con il crollo dell'URSS, gli edifici sono stati progressivamente danneggiati e abbandonati. Oggi, nei pressi di quest'area, vi sono ricchi quartieri residenziali con ville abitate prevalentemente in estate.   
Il paese è privilegiato anche perché dista 30 km circa dalla capitale Chișinău e 10 km da Criuleni, capoluogo del distretto omonimo: è facile raggiungere entrambe le destinazioni grazie ai pullman che permettono ai passeggeri di spostarsi direttamente da una città all'altra.    

## Educazione
Onițcani è provvisto di un asilo nido, una scuola materna e, infine, un grande istituto che comprende la scuola elementare, media e superiore: il comune garantisce così autonomamente alla formazione scolastica in maniera tale che i giovani non debbano spostarsi da una località all'altra. Tutti e tre gli ambienti educativi sono dotati di ampie aree verdi e di strutture idonee alle attività sportive.

## Scuola
L'edificio scolastico è di tre piani e ha una pianta ad H. Da una parte si trova la palestra e, opposta a questa, una grande sala per le riunioni. Nell'altro blocco ci sono invece le aule, la segreteria, l'ufficio del Preside. I due blocchi sono separati da un lungo atrio che dà su un ampio cortile da un lato, e su un'area verde dall'altro. 

## Sanità
Il paese è dotato di un centro medico subordinato alla struttura ospedaliera di Criuleni.

## Sport
Tra le zone sportive presenti si possono citare lo stadio di fronte al comune e quello messo a disposizione dalla scuola (non solo durante gli orari didattici). 

## Galleria d'immagini

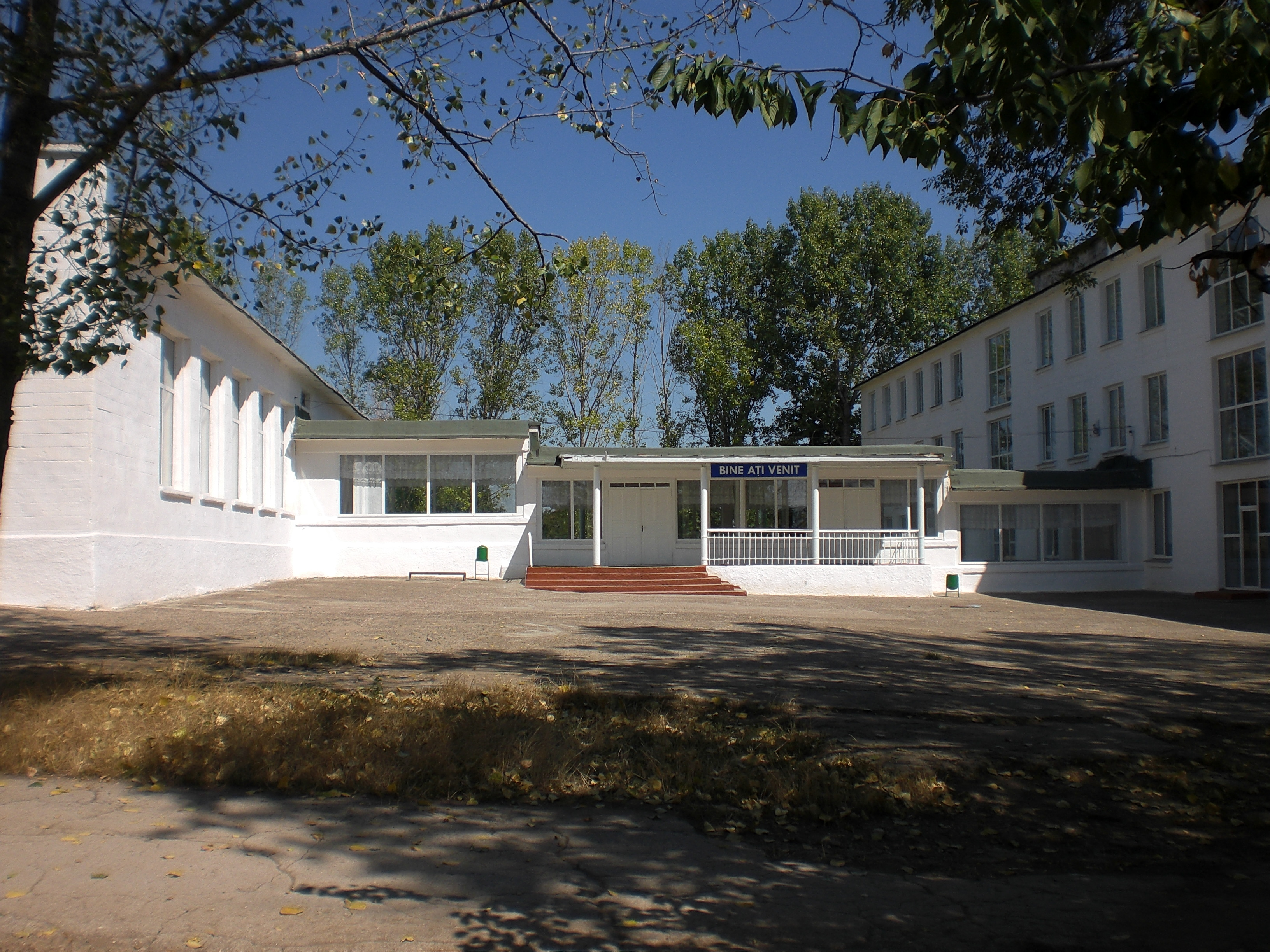
La scuola del paese. Il lato destro è stato per molti anni l'entrata principale nell'edificio.
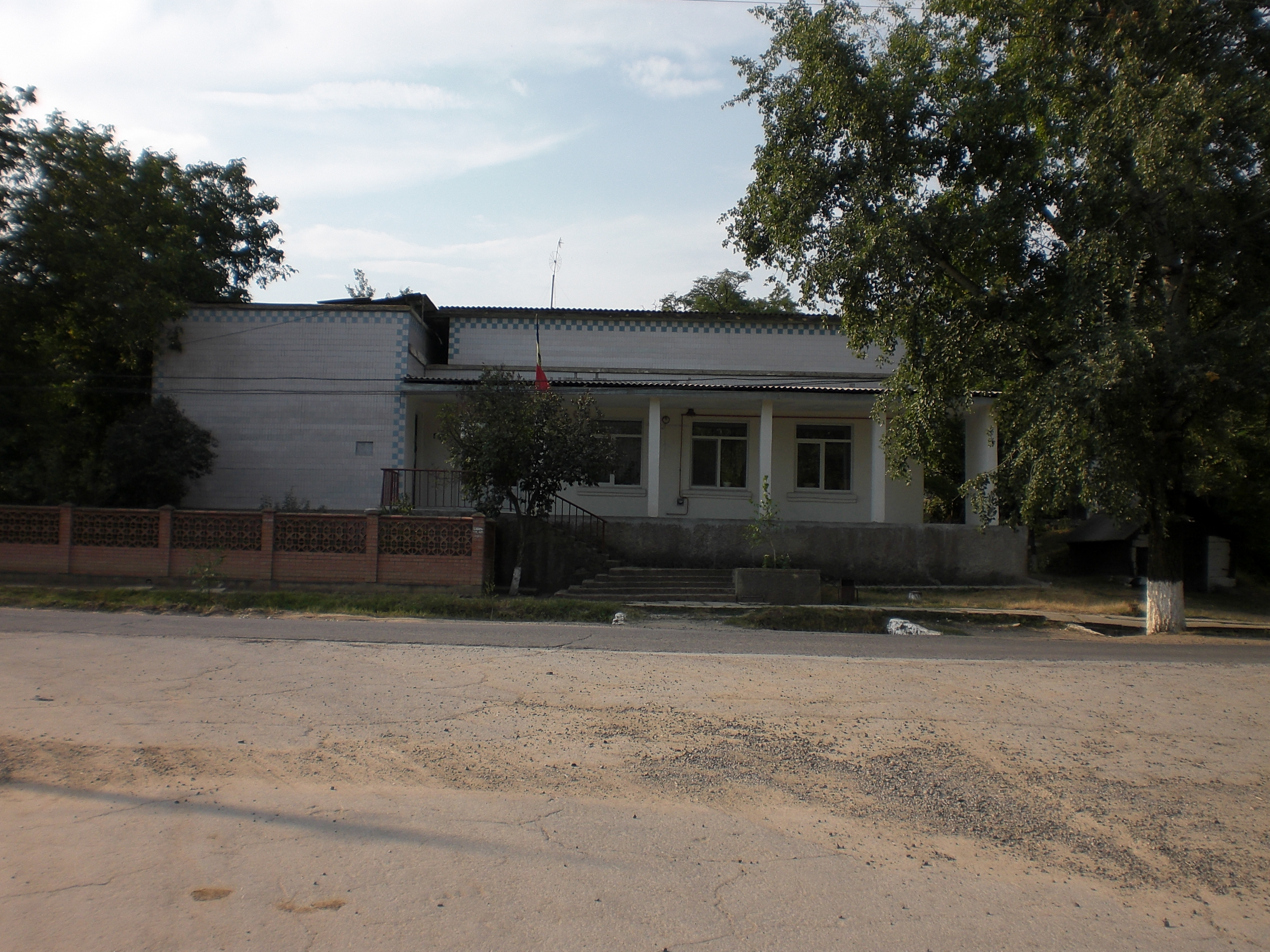
La sede del comune di Onitcani.
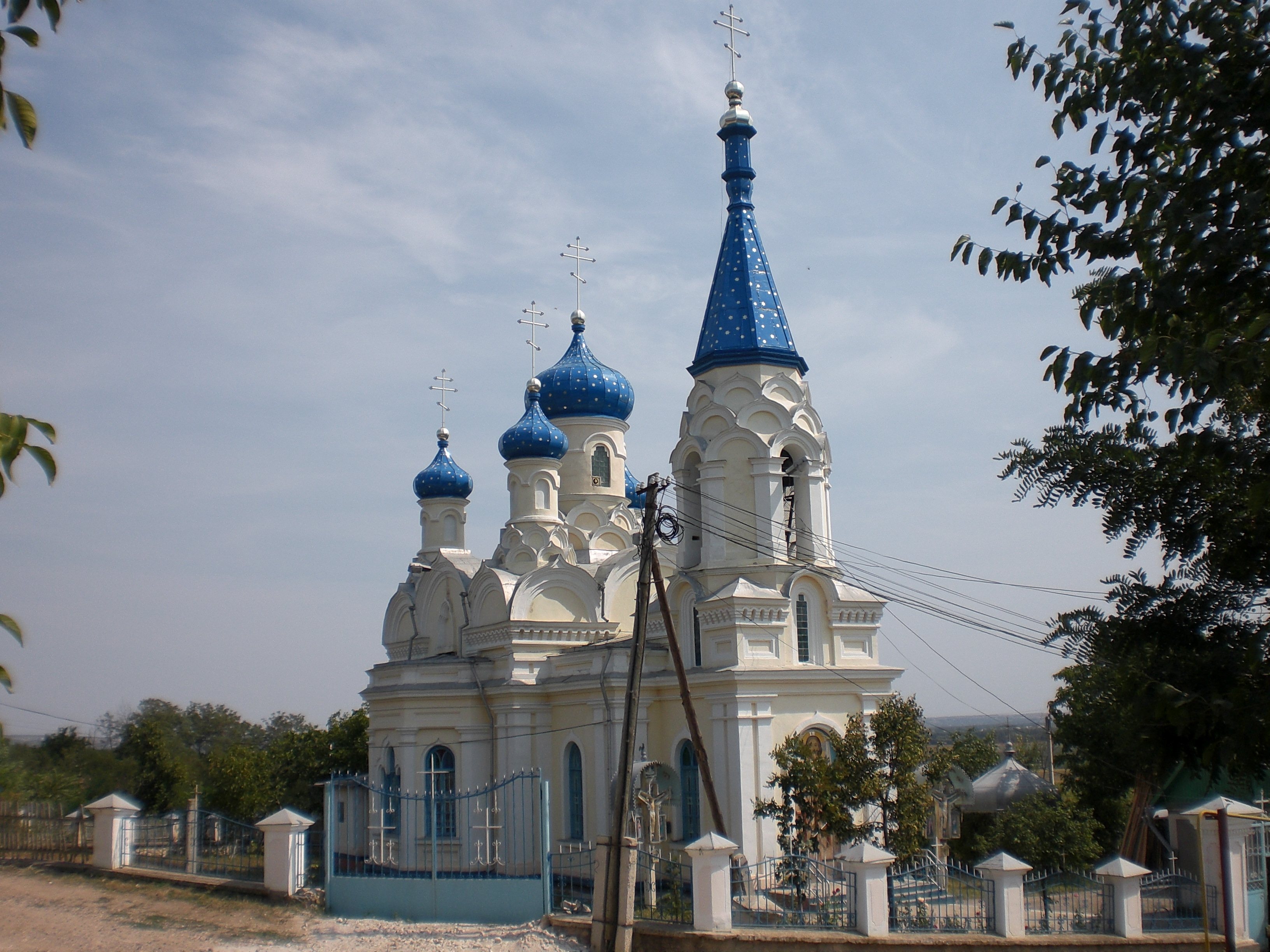
La chiesa del paese.

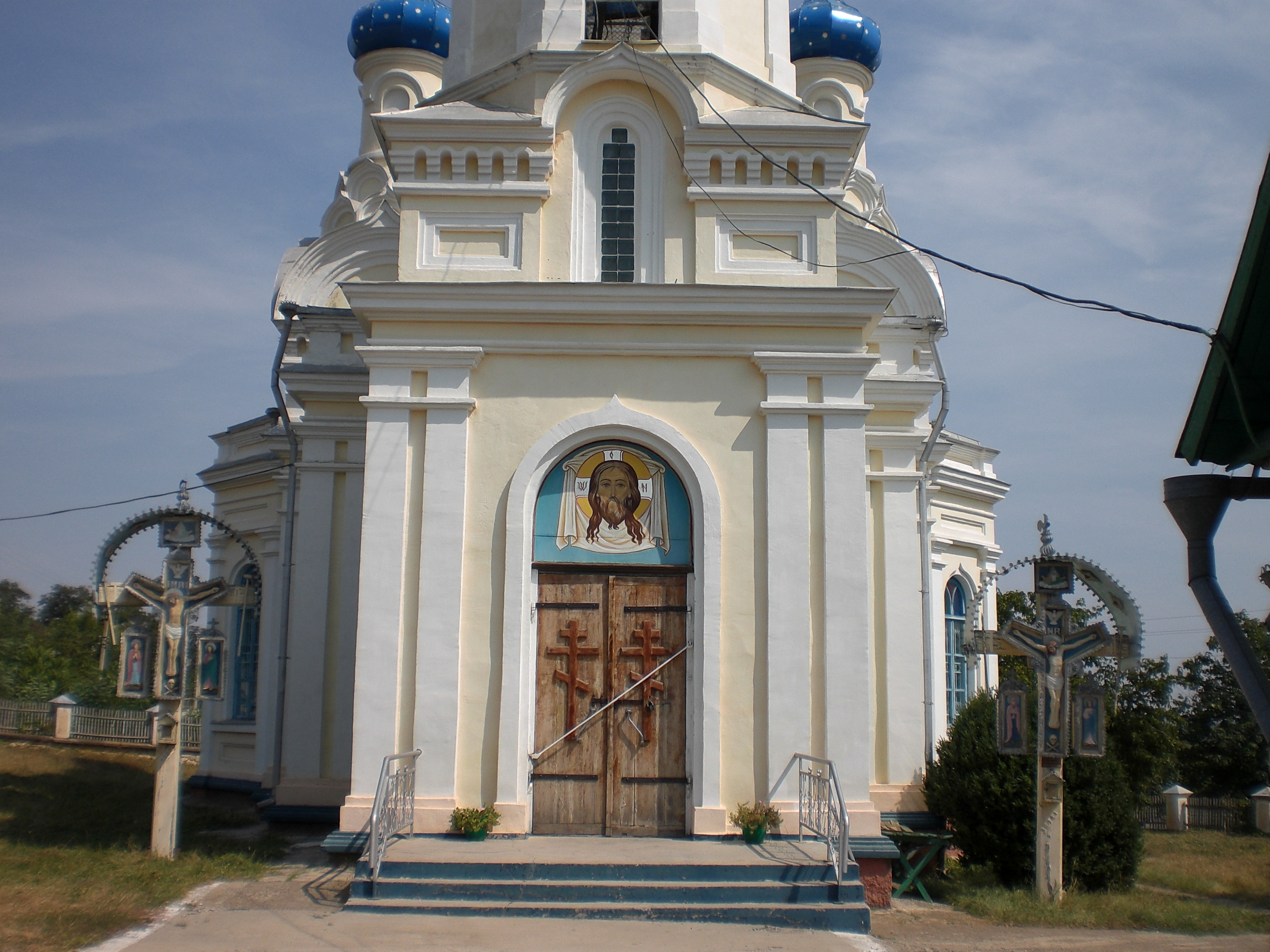
L'ingresso principale nella chiesa.